# Siège de Longwy (1792)
Pour les articles homonymes, voir siège de Longwy.
Première Coalition
Batailles
La prise et la reprise de Longwy sont deux épisodes de la Première Coalition où les troupes prussiennes prennent la ville, le 23 août 1792, après un simulacre de siège. Elle est reprise deux mois plus tard par les troupes françaises qui s'emparent de la ville le 22 octobre 1792, après l'évacuation des troupes prussiennes.

## Préambule
Après la déclaration de guerre de la France à l'Autriche, le 20 avril 1792
les armées austro-prussiennes, sous le commandement du duc de Brunswick, pénètrent  dans les frontières de France par la forêt des Ardennes et arrivent le 19 août 1792 devant Longwy.
La forteresse de Longwy présentait un hexagone régulier, avec cinq ravelins et un ouvrage à corne. Elle avait dans ses murs une
garnison de dix-huit cents hommes et soixante-douze pièces de canon sur ses remparts et ses magasins étaient considérables. Une telle situation devait faire croire à une longue et honorable défense.

## Prise de la ville (août 1792)
Le général Clerfayt fait une première sommation. On lui répond avec une mollesse qui indique le désir d'en voir bientôt faire une seconde.
Dans la nuit du 22 août, les assiégeants jettent quelques obus. On leur riposte par un feu si mal dirigé par des canonniers peu nombreux et inexpérimentés, que les Allemands en souffrirent pas ou peu.
Cette résistance oblige les Allemands à envoyer chercher quelques pièces de canon à Luxembourg. Ils lancent quelques bombes, deux maisons sont incendiées, le feu prend à un magasin de fourrage. La population s'attroupe et menace les municipaux, qui faisaient partie du conseil défensif. Le commandant et les officiers cèdent à la peur, et capitulent dans la matinée du 23 août 1792.
La garnison de 2 596 hommes se composait de :
- Régiment de Lauzun hussards
- 1er bataillon du 34e régiment d'infanterie
- 2e bataillon de volontaires de la Côte-d'Or
- 3e bataillon de volontaires des Ardennes
- 4e bataillon de volontaires des Ardennes

## Reprise de la ville (octobre 1792)
Après la bataille de Valmy, les Prussiens, mal engagés, consumés par les maladies, manquant de vivres, crurent devoir renoncer à une téméraire entreprise, et se trouvèrent heureux, par une capitulation secrète avec le général Dumouriez, d'obtenir la faculté de se retirer des plaines de Champagne avec leur artillerie, en abandonnant les places qu'ils occupaient.
Le général Clerfayt, arrivé devant Longwy par une suite de marches et contre-marches convenues, quoiqu'elles parussent faites sans concert, abandonna cette place, y fit rétablir soixante pièces de canon qui avaient été conduites à Luxembourg, et restitua cent mille francs enlevés dans les caisses publiques.
Les mouvements des deux armées étaient tellement calculés, que, le 22 octobre 1792, la tête de l'armée française en entrant dans son camp, aperçut les Impériaux à deux lieues, sur le chemin de Luxembourg.